# FanMail
FanMail es  el tercer álbum de estudio del grupo femenino estadounidense TLC lanzado el 22 de febrero de 1999.

## Canciones
| N.º | Título                                 | Escritor(es) | Producer(s)                         | Duración    |  |
| 1.  | «FanMail»                              | Dallas Austin | Cyptron                             | 4:00        |  |
| 2.  | «The Vic-E Interpretation - Interlude» | Austin | Cyptron                             | 0:18        |  |
| 3.  | «Silly Ho»                             | Austin | Cyptron                             | 4:15        |  |
| 4.  | «Whispering Playa - Interlude»         | Austin, Marshall Lorenzo Martin | Dallas Austin                       | 0:52        |  |
| 5.  | «No Scrubs»                            | Kevin "Shekspere" Briggs, Kandi Burruss, Tameka Cottle | Kevin "She'kspere" Briggs           | 3:34        |  |
| 6.  | «I'm Good at Being Bad»                | James Harris III, Terry Lewis, Tony Tolbert, Tionne Watkins, Lisa Lopes, Martin, Giorgio Moroder, Pete Belotte, Donna Summer, Morris Dickerson, Charles Miller, Sylvester Allen, Harold Brown, Howard Scott, Lee Oskar, Leroy Jordan | Jimmy Jam & Terry Lewis             | 5:39 / 4:38 |  |
| 7.  | «If They Knew»                         | Austin, Ricciano Lumpkins, Lopes, Martin, Watkins | Austin, Lumpkins                    | 4:04        |  |
| 8.  | «I Miss You So Much»                   | Babyface, Daryl Simmons | Babyface, Simmons                   | 4:59        |  |
| 9.  | «Unpretty»                             | Austin, Watkins | Austin                              | 4:39        |  |
| 10. | «My Life»                              | Jermaine Dupri, Tamara Savage, Lopes, Martin | Dupri (Co-produced by Carl So Lowe) | 4:01        |  |
| 11. | «Shout»                                | Austin, Lopes, Martin, Watkins | Austin                              | 3:59        |  |
| 12. | «Come On Down»                         | Diane Warren | Debra Killings, Austin              | 4:18        |  |
| 13. | «Dear Lie»                             | Babyface, Watkins | Babyface                            | 5:10        |  |
| 14. | «Communicate - Interlude»              | Austin | Austin                              | 0:51        |  |
| 15. | «Lovesick»                             | Austin, Rozonda Thomas | Austin                              | 3:53        |  |
| 16. | «Automatic»                            | Austin | Austin                              | 4:31        |  |
| 17. | «Don't Pull Out on Me Yet»             | Austin | Austin                              | 4:33        |  |

| Japanese bonus tracks |           |              |             |          |  |
| N.º                   | Título    | Escritor(es) | Producer(s) | Duración |  |
| 18.                   | «U in Me» | Austin       | Austin      | 3:50     |  |

## Known outtakes
- "I Need That" – 3:52
  - Released online by TLC as an album preview. Did not make final tracklisting. Produced by Ricciano Lumpkins for PWPX, LLC. Written by R. Lumpkins, L. Lopes, and S. Chunn
- "Let's Just Do It" – 4:47
  - Recorded by Left Eye with T-Boz on backing vocals. Remixed and released as lead single of Left Eye's 2009 posthumous album Eye Legacy.

## Créditos
- Lisa "Left Eye" Lopes – vocalista, rapera
- Rozonda "Chilli" Thomas – vocalista,voz principal
- Tionne "T-Boz" Watkins – vocalista,voz principal
- Dallas Austin – arreglo, vocalista, productor, productor excutivo
- Babyface – guitarra acustia, guitarra, teclado, productor, programación de batería, productor executivo
- Jermaine Dupri – productor, mezclador
- Debra Killings – voz de respaldo
- Ricciano "Ricco" Lumpkins – productor, ingeniero, teclados, programación de batería

## Posicionamiento y certificaciones
| Listas (1999)                         | Proveedor | Posición | Certificación |
| ------------------------------------- | --------- | -------- | ------------- |
| New Zealand Albums Chart              | RIANZ     | 6        |               |
| UK Albums Chart                       | BPI       | 7        | Platinum      |
| U.S. Billboard 200                    | Billboard | 1        | 6x Platinum   |
| U.S. Billboard Top R&B/Hip-Hop Albums | Billboard | 1        | 6x Platinum   |

### Fin de década
| Listas (1990–1999) | Posición |
| ------------------ | -------- |
| U.S. Billboard 200 | 84       |